# Daily Express Building (Mánchester)
El Daily Express Building, situado en Great Ancoats Street, Mánchester, Reino Unido, es un monumento clasificado de grado II* diseñado por el ingeniero Sir Owen Williams. Fue construido en 1939 para albergar una de las tres oficinas del Daily Express; las otras dos son edificios similares situados en Londres y Glasgow.
Aunque fue construido antes de la Segunda Guerra Mundial, este edificio destaca por su aspecto atemporal y «espacial» y con frecuencia se cree que es mucho más reciente que lo que en realidad es debido a su apariencia futurista y vanguardista. El edificio es de estilo art déco futurista, más específicamente streamline moderne, con sus líneas horizontales y esquinas curvas. Está revestido en una combinación de vidrio opaco y vitrolito. Se consideró muy radical en la época e incorporaba una nueva tecnología, el muro cortina.
Al contrario que los edificios del Express de Londres y Glasgow, el edificio de Mánchester fue diseñado por el ingeniero de los tres edificios, Sir Owen Williams. Se considera el mejor de los tres edificios, y es admirado por arquitectos como Norman Foster y por los habitantes de Mánchester. Fue declarado monumento clasificado de grado II* en 1974, solo treinta y cinco años después de su construcción, y sigue siendo el edificio más reciente de grado II* del Gran Mánchester.

## Historia
El edificio estaba destinado a alojar el crecimiento del Daily Express en los años treinta. Durante esta década, el Daily Express era el periódico con más circulación del mundo con ventas de hasta 2,25 millones de unidades al día. Max Aitken, Lord Beaverbrook, dueño del Daily Express, encargó tres edificios en Londres, Mánchester y Glasgow que ayudarían a acomodar este crecimiento. Beaverbrook ordenó que los tres edificios deberían ser de la mayor calidad arquitectónica y encargó al renombrado ingeniero Sir Owen Williams que ayudara en la realización de estos tres proyectos.
El edificio de Londres abrió en 1931, seguido por el de Glasgow en 1937 y por último el de Mánchester en 1939. Aunque este último es similar a los otros dos edificios, fue el único en el que Owen Williams actuó como arquitecto; los otros dos fueron diseñados por Ellis and Clark. Los edificios de Glasgow y Londres fueron diseñados por arquitectos colegiados, mientras que Williams, aunque no era arquitecto, era un diseñador competente. El interior del edificio de Londres está decorado lujosamente, pero tiene una peor parcela y se sitúa en una zona más densa. El diseño exterior y la parcela del edificio de Mánchester son superiores, lo que permite que el edificio brille. Williams hizo el diseño simple, con esquinas curvas, rieles en voladizo en las azoteas y una «torreta» de tres plantas; todos estos elementos son más afines con un diseño streamline moderne futurista que con el art déco.
Solo treinta y cinco años después de su finalización, el 3 de octubre de 1974, el edificio se designó monumento clasificado de grado II*. El ocupante inicial del edificio, el Daily Express, dejó Mánchester a finales de los años ochenta, posiblemente porque otros edificios de la zona estaban en mal estado de conservación. Sin embargo, después de que el Daily Express decidiera dejar la ciudad, no había prensa nueva que expresara su interés en continuar con el papel del edificio como lugar de impresión, así que esta se suspendió, pero en la zona sigue habiendo otras imprentas.

## Arquitectura

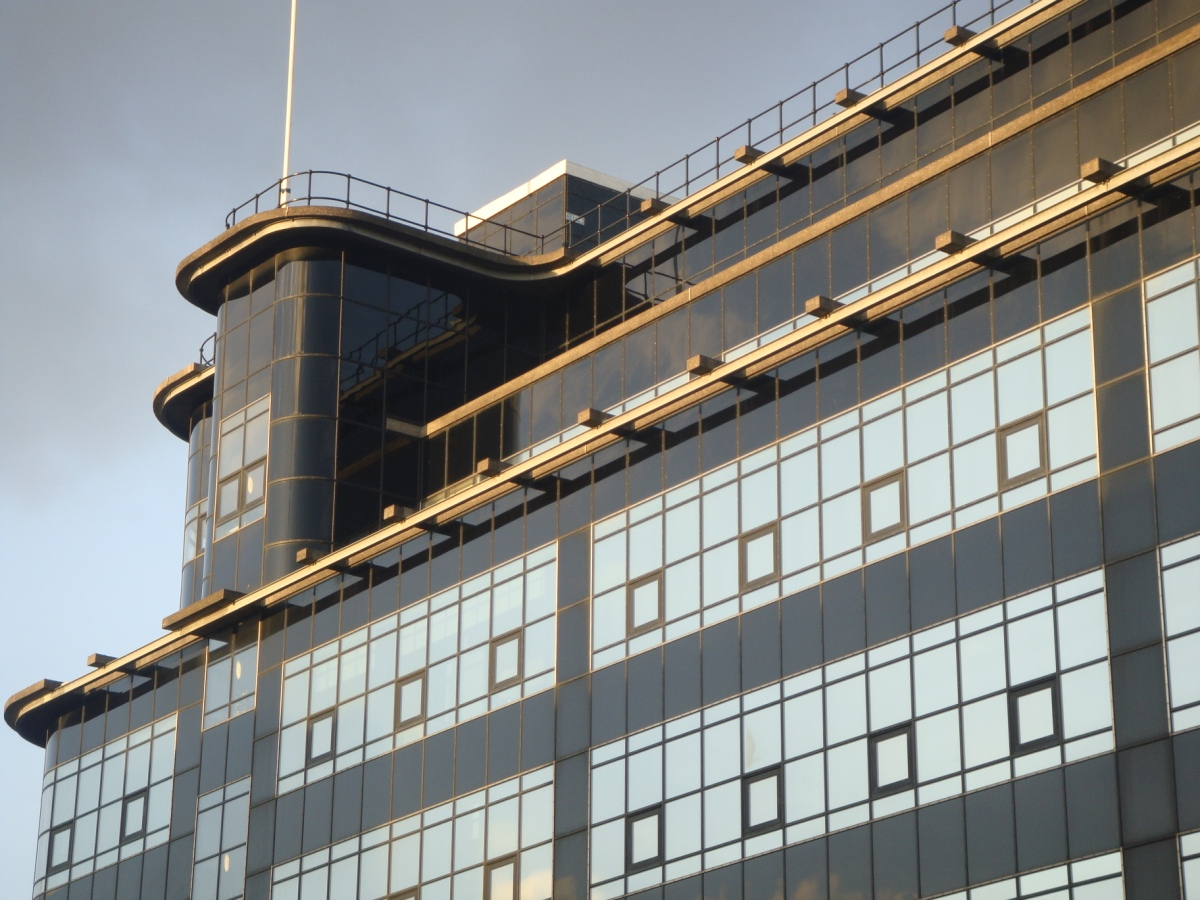
Detalle de la azotea del Express Building.

Las esquinas del edificio son curvas y se inspiran en el movimiento streamline moderne de los años treinta. Tiene características típicas del art déco: esquinas redondeadas, retranqueos y una fachada simple de muro cortina que alterna cristal claro y oscuro. El Express empezó a imprimir periódicos en este edificio en 1938, pero había estado en la misma parcela desde 1927. La construcción se realizó en fases para que pudiera continuar publicando sin interrupción.
Originalmente, los transeúntes podían ver el vestíbulo principal y la gran imprenta del periódico. Cuando el edificio se remodeló en los años noventa, el vidrio se hizo reflectante para que no se pudiera ver el interior del edificio desde el exterior. Nikolaus Pevsner afirmó que el edificio tenía una «fachada totalmente de cristal, completamente suave, con esquinas redondeadas y vidrio translúcido y negro» y que era «impresionante, particularmente cuando se ilumina por la noche».
El Express Building influyó a Norman Foster durante su juventud, y sobre él afirmó: «me fascinaba el Daily Express Building, por ejemplo, de los años treinta, con esas curvas maravillosas de cristal negro. Sabía que estaba allí, e iba a buscarlo. No estaba en una parte de la ciudad en la que pudieras dar con él por accidente. Recuerdo especialmente las bandas de cromo y el vitrolito de la fachada». La primera obra relevante de Foster fue el Willis Faber and Dumas Headquarters (1975) en Ipswich, un edificio que comparte muchas características con el Express Building, como el uso de vidrio oscuro, muro cortina y pocos ángulos rectos. Actualmente, el Willis Building es un monumento clasificado de grado I.

## Historia reciente
El edificio ha sido ampliado cuatro veces, la más reciente entre 1993 y 1995, y actualmente se ha convertido en apartamentos y oficinas para la empresa Expressnetworks. La antigua imprenta fue renovada a finales de los años noventa, renovación que fue posible gracias a la financiación del Express Group y subvenciones públicas. En 2006 el edificio fue vendido a la empresa estadounidense A&A Investments por 20,5 millones de libras, después de que los anteriores dueños, Stockbourne, hubieran ocupado el edificio durante doce meses. En abril de 2013, el edificio fue puesto a la venta con un precio de 9,5 millones de libras.